# Albert Wettstein
Albert Wettstein (* 3. März 1907 in Frauenfeld; † 13. April 1974 in  Riehen) war ein Schweizer Chemiker.

## Leben und Werk

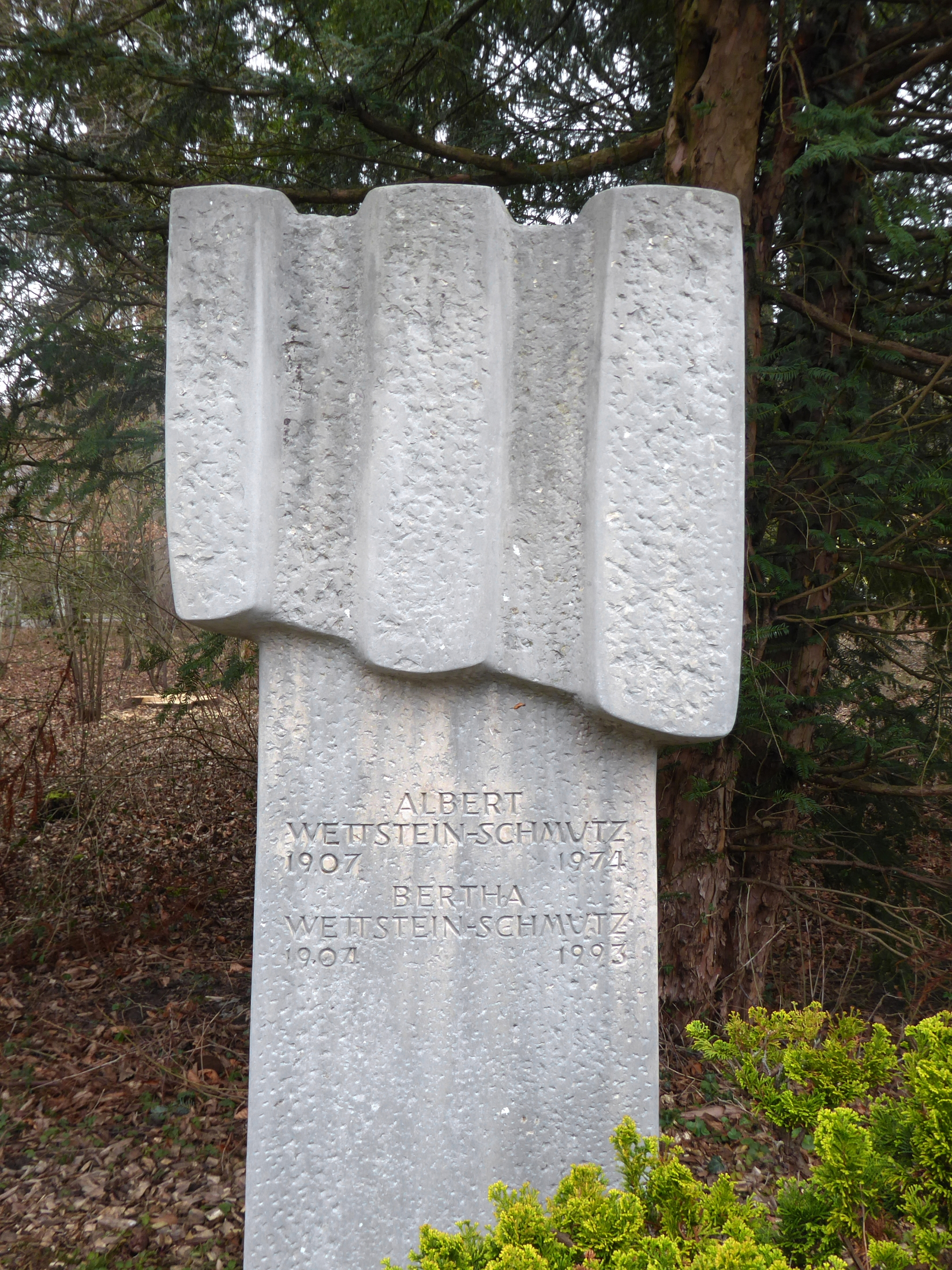
Grab, Friedhof am Hörnli.

Wettstein studierte Chemie an der Universität Zürich und promovierte 1930. Ab 1931 war er bei Ciba in Basel in der Pharmaforschung. Ab 1957 war er im Direktorium von Ciba als Leiter der pharmazeutischen Abteilung für Forschung und Entwicklung. Von 1964 bis 1971 war er im Verwaltungsrat der Ciba. 1966 wurde er Honorarprofessor an der Albert-Ludwigs-Universität Freiburg.
Er entwickelte bei Ciba Syntheseverfahren für verschiedene Steroidhormone wie Cortison und Testosteron, was deren therapeutische Verwendung ermöglichte.  Er gehörte in Zusammenarbeit mit seinem Chef bei Ciba Max Hartmann (der ihn zu Ciba geholt hatte) auch zu den Ersten, die Progesteron isolierten (insgesamt gelang dies fast gleichzeitig vier Gruppen, darunter Heinrich Ruschig, Adolf Butenandt).
1951 wurde er Ehrendoktor der Universität Basel und 1961 der Universität Turin. 1959 erhielt er den Marcel-Benoist-Preis. 
Albert Wettstein war mit Bertha, geborene Schmutz (1904–1993) verheiratet. Seine letzte Ruhestätte fand er auf dem Friedhof am Hörnli.